# سامول داربینیان
سامول داربینیان (ارمنی: Սամվել Դարբինյան؛ زادهٔ ۱ ژانویهٔ ۱۹۵۲ در ) یک مربی فوتبال اهل ارمنستان است.
سامول داربینیان همچنین به مدت چند سال در لیگ برتر ایران به عنوان سر مربی فعالیت نمود، وی سابقه مربیگری در آرارات ایروان را در لیگ برتر فوتبال ارمنستان را نیز در کارنامه دارد.